# 柏田久美子
柏田 久美子（かしわだ くみこ、1985年（昭和60年）2月22日 - ）は、シー・フォルダ所属の女性フリーアナウンサー。元広島テレビアナウンサー、元NHK徳島放送局キャスター。宮崎県日向市出身。

## 概要
早稲田大学第二文学部を卒業後、2009年（平成21年）4月にNHK徳島放送局に契約キャスターとして入局。18時台の地域情報番組、『ニュースとくしま610』・『とく6徳島』でキャスターを担当。2011年（平成23年）3月まで在籍。
2011年（平成23年）4月に広島テレビ入局。入社直後より夕方ワイド番組『テレビ派』の木・金曜日のスタジオMC（メインキャスター）→ニュースキャスターを担当。2014年（平成26年）3月まで在籍。フリーアナウンサーに転身した。
広島テレビ退社以降はシー・フォルダに所属している。
また、学生時代のアルバイトの経験を生かして、調理師免許を所持。その資格を生かし、『ヒルナンデス!』のコーナー『レシピの女王』に、当時在籍していた『広島テレビ代表』として出場している（福岡大会、レシピ審査通過・一次予選敗退）。
2015年（平成27年）3月30日より2021年（令和3年）3月26日まで、NHK BS1にて『東京マーケット情報』のキャスターを務めていた。

## 出演

### テレビ

#### 過去
NHK BS1
- 東京マーケット情報 - 2015年（平成27年）3月30日 - 2021年（令和3年）3月26日[12][13]

NHK徳島放送局
- ニュースとくしま610 - 2009年（平成21年）4月 - 2010年（平成22年）3月[要出典]

月-金キャスター（週単位で交代） - 期間同上
- とく6徳島 - 2010年（平成22年）4月 - 2011年（平成23年）3月[要出典]

月-金キャスター（週単位で交代）
広島テレビ
- テレビ派 - 2011年（平成23年）4月 - 2014年（平成26年）3月[要出典]

木・金スタジオMC（メインキャスター） - 2011年（平成23年）4月 - 2012年（平成24年）3月
木・金ニュースキャスター - 2012年（平成24年）3月 - 2014年（平成26年）3月

### 番組以外
- 広島県立美術館 - 2012年（平成23年）2月 -  2012年（平成23年）3月[要出典]

企画展『福田繁雄大回顧展のすすめ』音声ガイド